# 蘇州高新技術産業開発区

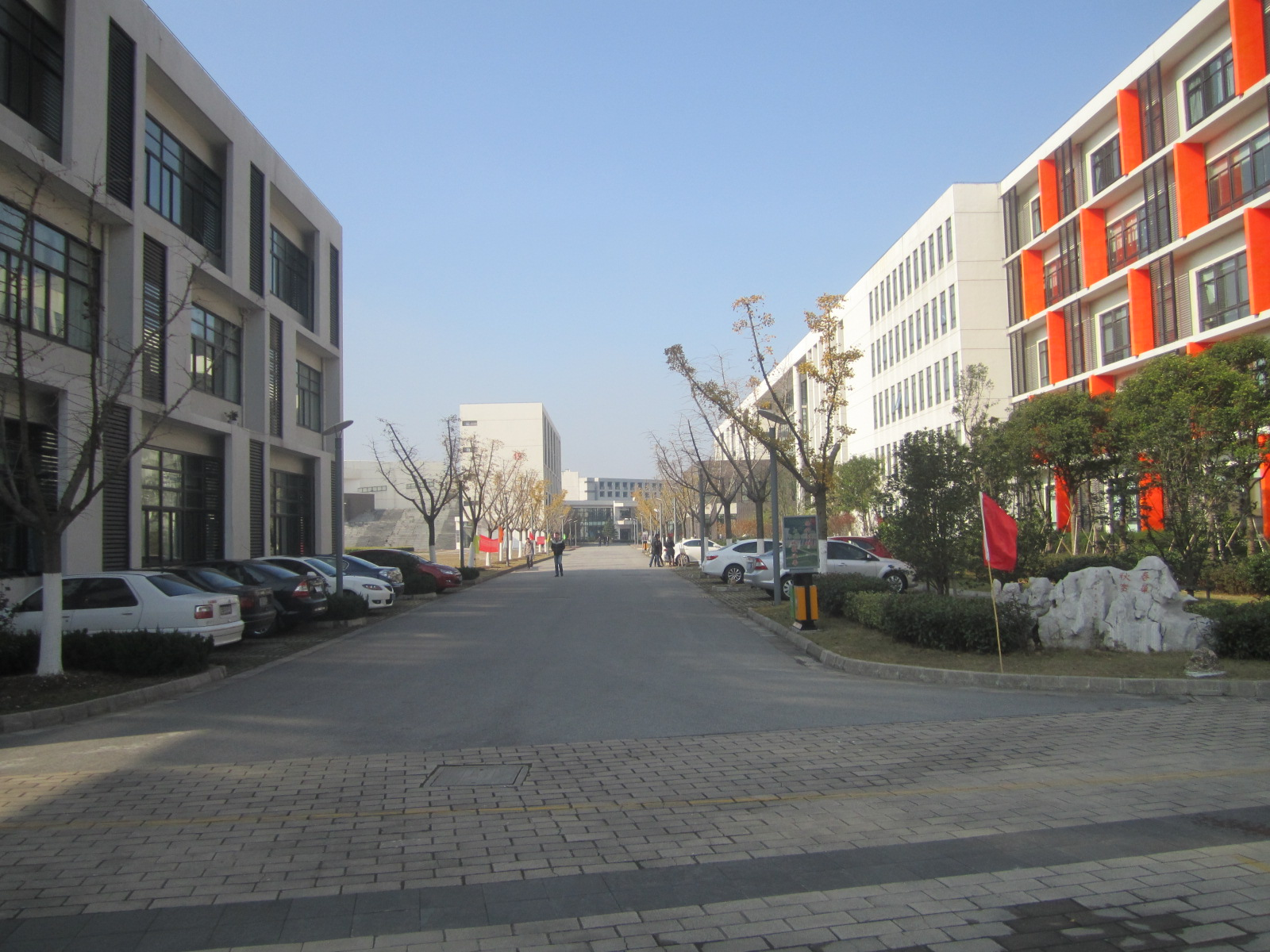
蘇州高新区における住宅区の一風景

蘇州高新技術産業開発区（そしゅうこうしんぎじゅつさんぎょうかいはつく、中文表記: 苏州高新技术产业开发区、英文表記: Suzhou New District）は中華人民共和国の江蘇省蘇州市虎丘区にある国家級ハイテク産業開発区。蘇州高新区（苏州高新区）と呼ばれている。東側の蘇州工業園区と共に国内・国外の企業が多く立地しているところである。  

## 内容
- 蘇州高新区管理委員会
- 蘇州科技城
  - 蘇州ハイテク・ソフトウェアパーク